# Byblitea
Byblitea is een geslacht van kevers uit de familie bladkevers (Chrysomelidae).
De wetenschappelijke naam van het geslacht werd in 1864 gepubliceerd door Joseph Sugar Baly.

## Soorten
- Byblitea cyaneomaculata (Bowditch, 1925)
- Byblitea deyrollei Baly, 1864
- Byblitea donckieri (Bowditch, 1925)
- Byblitea foveicollis (Bowditch, 1925)
- Byblitea rustica (Weise, 1924)
- Byblitea suffusa (Baly, 1886)